# Пенни, Стив
Стив Пенни (англ. Steve Penney род. 16 января 1964, Баллимина) — североирландский футболист, полузащитник. Прежде всего известен выступлениями за клуб «Брайтон энд Хоув Альбион», а также национальную сборную Северной Ирландии.

## Клубная карьера
Во взрослом футболе дебютировал в 1981 году выступлениями за команду клуба «Баллимина Юнайтед».
Своей игрой за эту команду привлек внимание представителей тренерского штаба клуба «Брайтон энд Хоув Альбион», к составу которого присоединился в 1983 году. Сыграл за клуб из Брайтона следующие восемь сезонов своей игровой карьеры.
В течение 1991—1992 годов защищал цвета команды шотландского «Хартс».
Завершил профессиональную игровую карьеру в клубе «Бернли», за команду которого выступал в течение 1992—1993 годов.

## Выступления за сборную
В 1984 году дебютировал в официальных матчах в составе национальной сборной Северной Ирландии. В течение карьеры в национальной команде, которая длилась 5 лет, провел в форме главной команды страны 17 матчей, забив 2 гола.
В составе сборной был участником чемпионата мира 1986 года в Мексике.